# Where Did It All Go Wrong?
Singles de Oasis
Go Let It Out
(2000) Who Feels Love?
(2000)
Pistes de Standing on the Shoulder of Giants
Gas Panic! Sunday Morning Call
Where Did It All Go Wrong? est un morceau du groupe de Rock anglais Oasis, septième piste et deuxième single de leur quatrième album studio Standing on the Shoulder of Giants.
Écrit par le guitariste Noel Gallagher, il est l'un des deux morceaux de Standing on the Shoulder of Giants où Liam ne chante pas. En expliquant pourquoi Liam ne chantait pas le morceau, Noel a dit que : "Vocalement, Liam n'arrivait pas à suivre cette chanson-là. La mélodie bouge pas mal ... Liam n'a pas su obtenir un tel dynamisme de sa voix."
Noel a indiqué que les paroles de la chanson sont sur son cercle d'amis, ainsi que sur de courts épisodes semi-autobiographique. Q Magazine a déclaré que la chanson est "facilement assimilable, qui a certainement sa place dans le panthéon des hymnes de Noel Gallagher... C'est une chanson parfaite pour les jeunes de classe moyenne en recherche d'identité et ayant le cœur brisé."  
La chanson n'est publiée en tant que single commercial qu'en Angleterre, et est sortie aux États-Unis sous forme de single radio, et a remporté un relatif succès par rapport à la désaffection du groupe à l'époque.

## Liste des titres
- CD Promotionnel de Epic Records  ESK 12875

1. Where Did It All Go Wrong? (Version Semi-Acoustique) - 4:47
2. Where Did It All Go Wrong? (Version Single) - 4:28